# Szent András-templom (Anguiano)
A Szent András-templom a spanyolországi Anguiano egyik késő gótikus műemléke.

## Története
Azon a helyen, ahol a mai épület áll, már korábban is létezett egy templom. Az építkezés ennek a helyén 1546-ban kezdődött el Juan Pérez de Solarte építész jóvoltából, majd 1610 és 1613 között  Juan de Mendieta fejezte be a tornyot és a templomhoz tartozó kápolnákat. 1658-ban Juan Díez és Martín de Haza bővítette a sekrestyét.
A templomot 1982-ben nemzeti művészeti műemlékké nyilvánították.

## Leírás
A késő gótikus stílusú templom az észak-spanyolországi La Rioja tartományban, Anguiano település keleti szélén áll, a Templom tér keleti, az Olmo tér északi oldalán. Alaprajza nagyjából téglalap, amelynek hosszabb oldala alig hosszabb, mint a rövidebb. Egyetlen tornya a délnyugati sarkán emelkedik, a keleti oldalon pedig egy sokszöges záródású presbitérium türemkedik ki belőle.
Belseje háromhajós: a középső hajó valamivel szélesebb, mint a két oldalsó, magasságuk pedig azonos. A boltozatot tartó beltéri oszlopok hengeresek és igen keskenyek, szinte elvesznek a hatalmas belső térben.
A templom legértékesebb műkincse a barokk főretabló: ezt Diego de Ichaso készítette 1672 és 1686 között; legfeltűnőbb elemei kor stílusára jellemző csavart oszlopocskák. A szentségház Francisco de la Cueva és Ichaso közös műve 1678-ból, bearanyozását Juan de Arteta végezte két évvel később. Az épületben még két másik retabló is található: az egyik szintén Ichaso 17. századi műve (ennek érdekes figurája egy kis ülő Szűz Mária-faragvány), a másik retablón pedig a halott Krisztus manierista ábrázolása látható.

## Képek

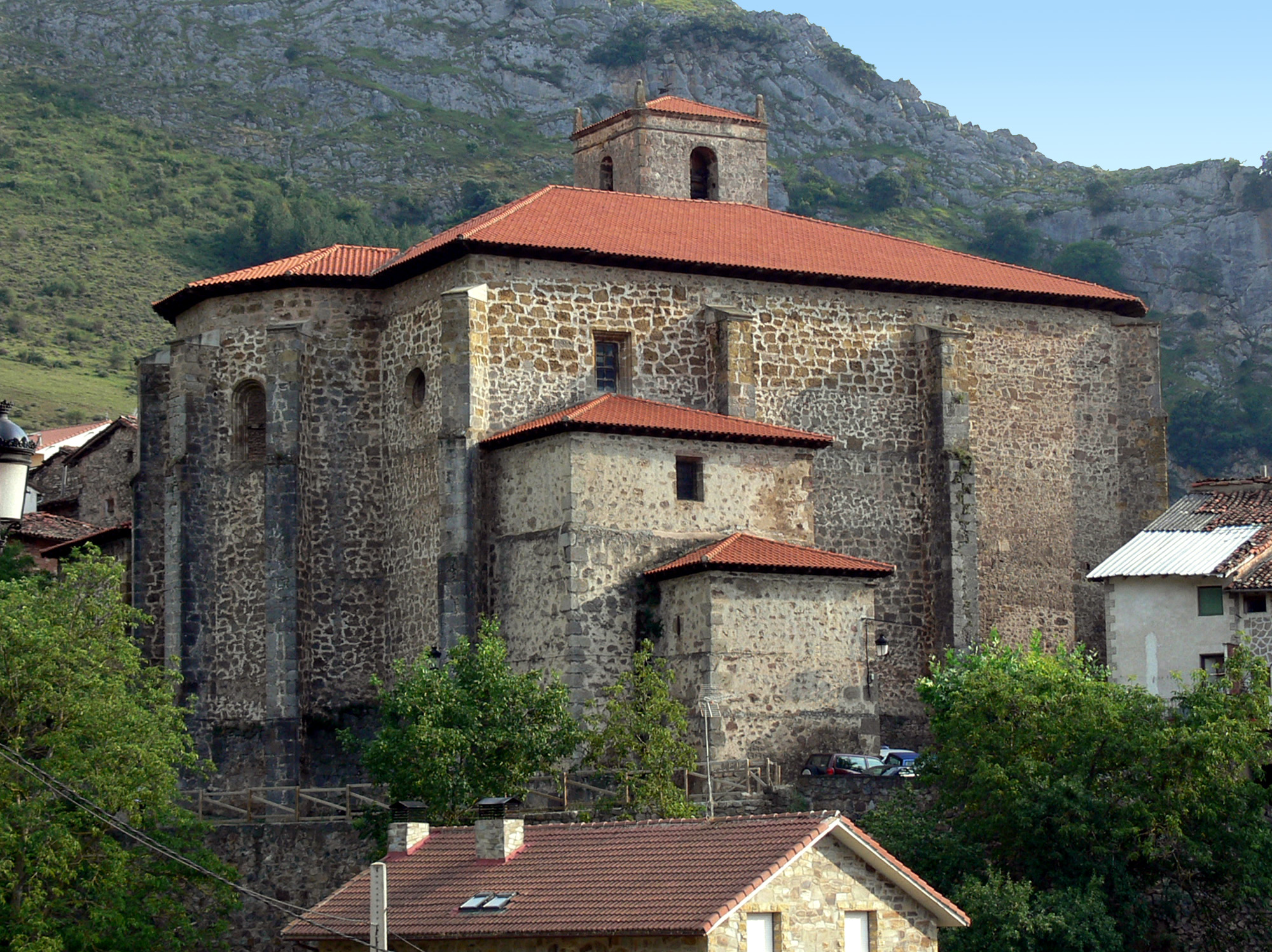
A templom látképe
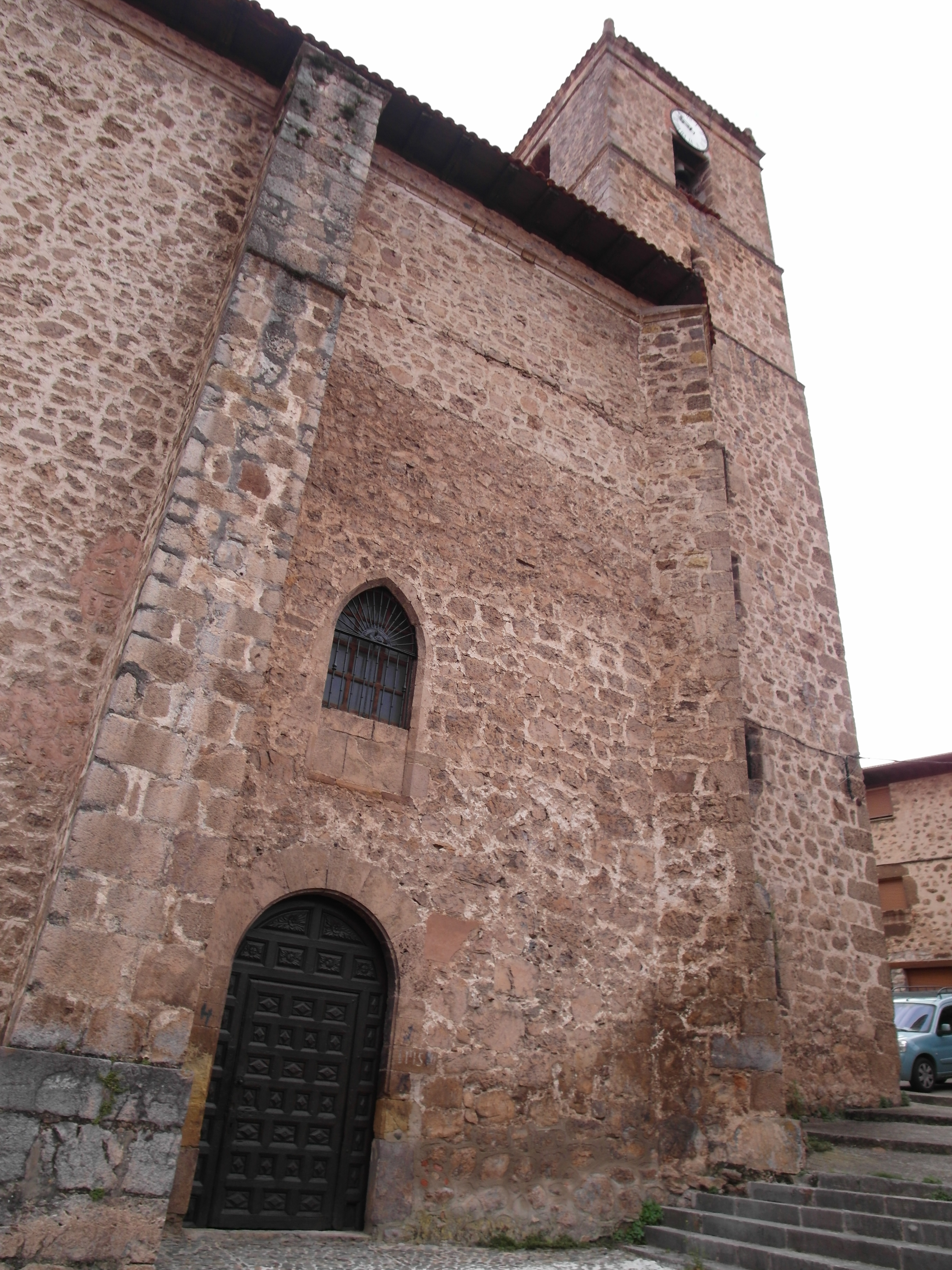
Részlet
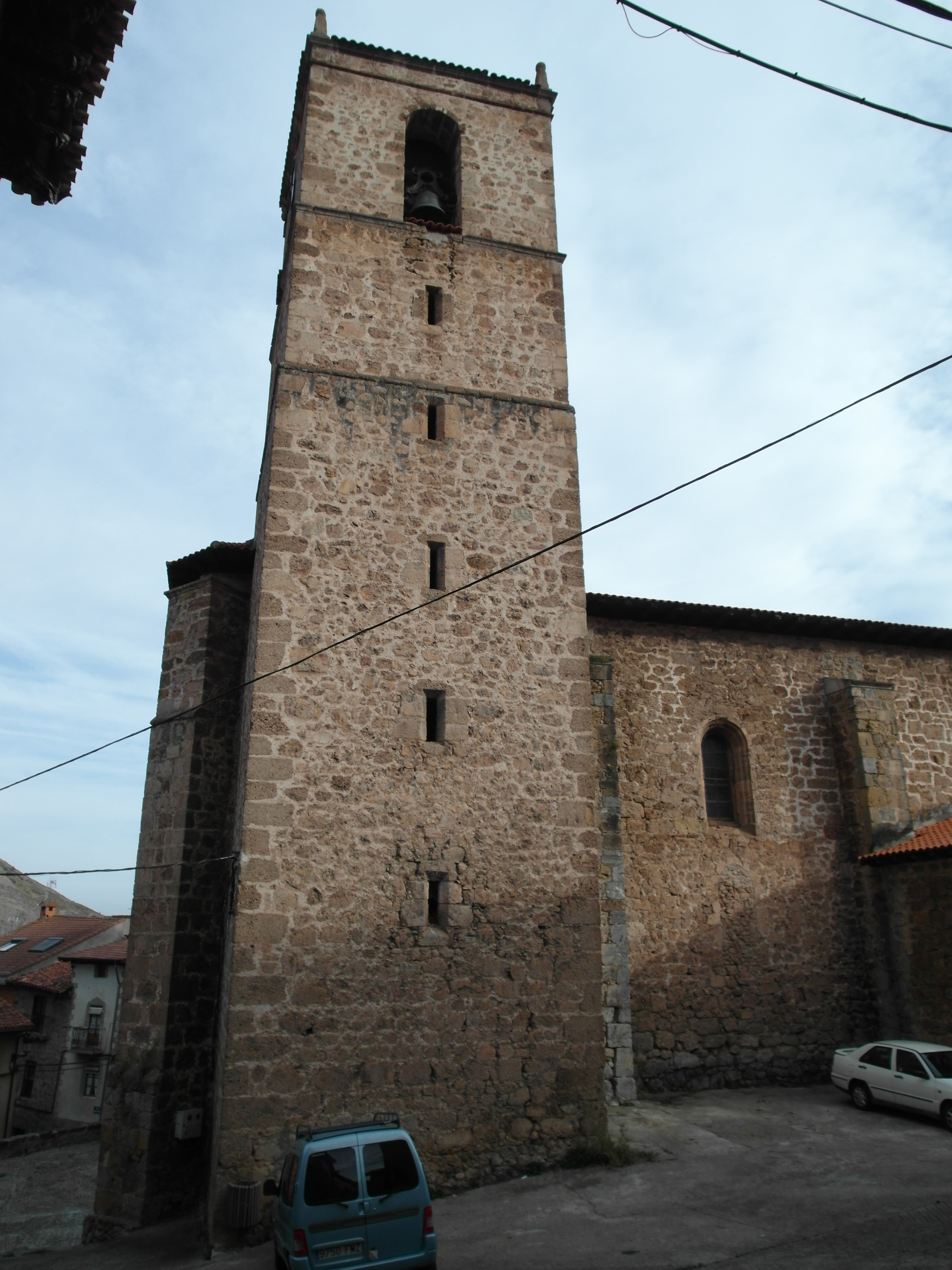
A torony
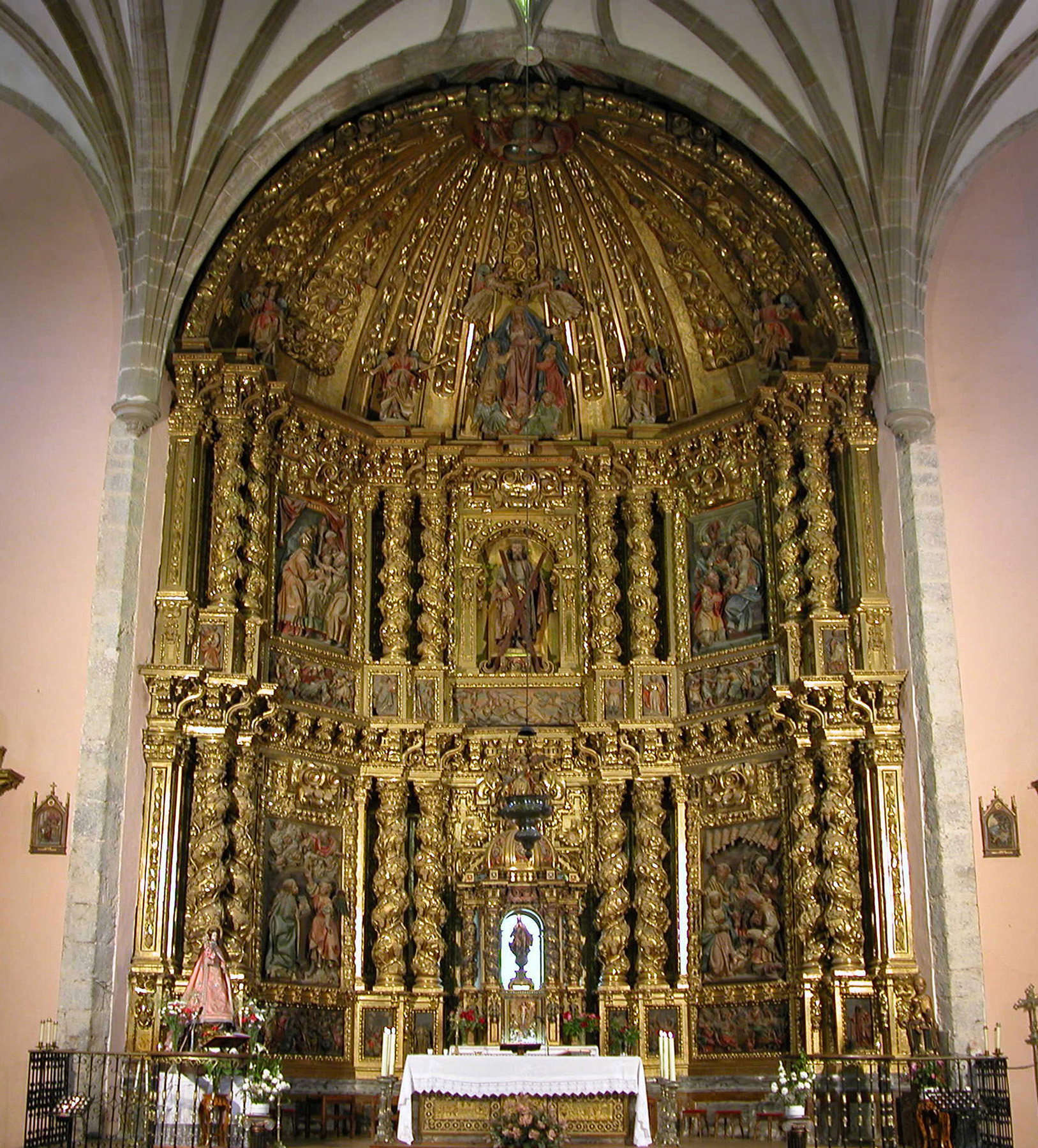
A főretabló